# 호박단

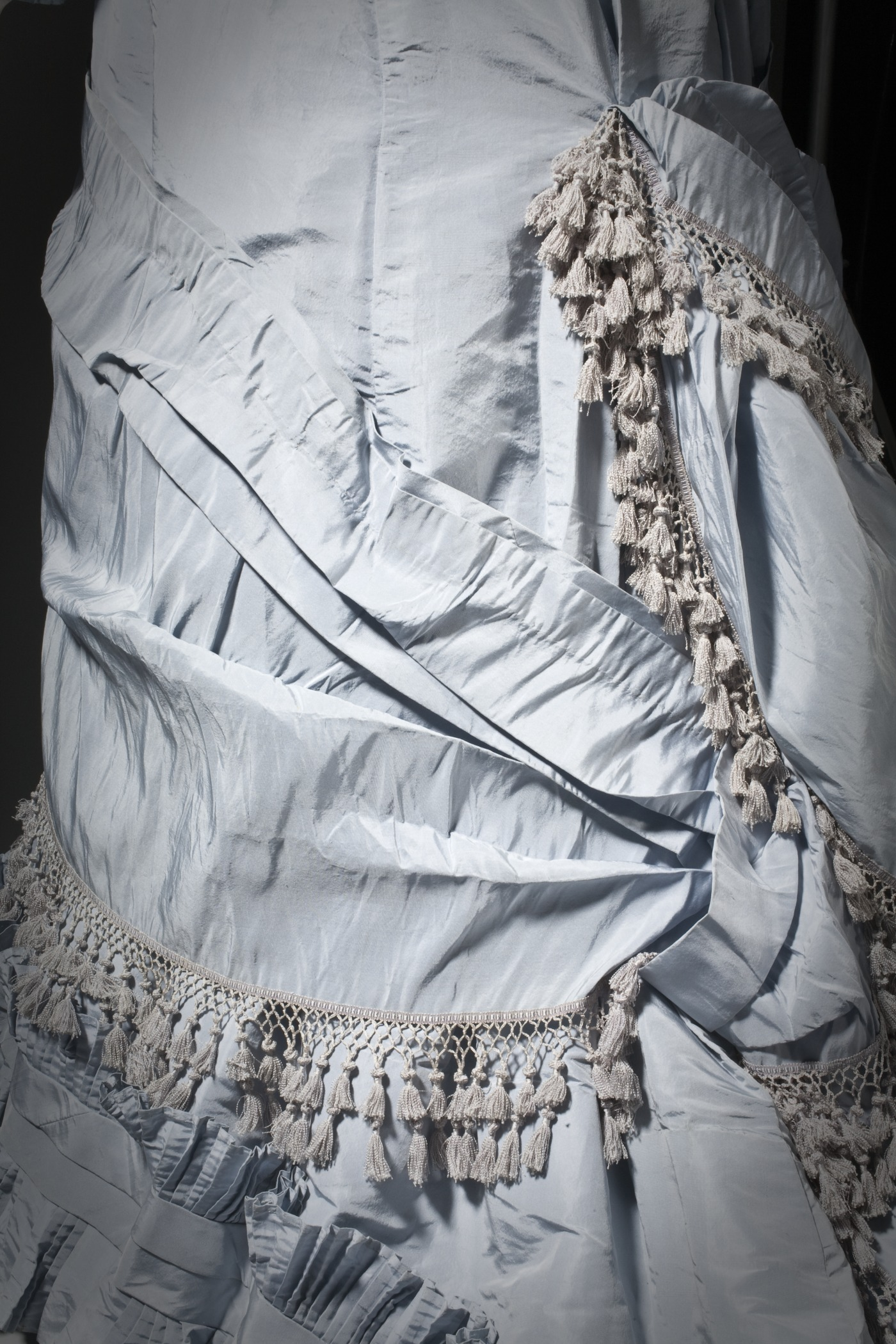

호박단(琥珀緞, taffeta 태피터[*])은 레이온, 나일론, 견섬유로 만들어진, 매끄러우면서 약간 뻣뻣한 섬유다. 드레스·블라우스·안감 등에 많이 사용한다.